# Exército Voluntário do Povo
O Exército Voluntário do Povo (EVP) foi a força armada expedicionária empregada pela República Popular da China durante a Guerra da Coréia.  Embora todas as unidades do EVP tenham sido realmente transferidas do Exército Popular de Libertação sob as ordens do presidente Mao Tsé-tung, o EVP foi constituído separadamente para evitar uma guerra oficial com os Estados Unidos. O EVP entrou na Coreia em 19 de outubro de 1950 e se retirou completamente em outubro de 1958.
O comandante nominal e comissário político do EVP era Peng Dehuai até o acordo de cessar-fogo em 1953, embora Chen Geng e Deng Hua tenham servido como comandante interino e comissário, respectivamente, após abril de 1952 devido à doença de Peng. As unidades iniciais (25 de outubro a 5 de novembro de 1950) no EVP incluíam o 38º, 39º, 40º, 42º, 50º, 66º Corpo; totalizando 250.000 homens. Cerca de 3 milhões de civis e militares chineses serviram na Coréia durante a guerra.

## Contexto
Embora as forças do Comando das Nações Unidas (ONU) estivessem sob o comando dos Estados Unidos, este exército era oficialmente uma força "policial" da ONU. A fim de evitar uma guerra aberta com os EUA e outros membros da ONU, a República Popular da China desdobrou o Exército Popular de Libertação (EPL) sob o nome de "exército voluntário".
Sobre o nome, houve várias opiniões. De acordo com alguns estudiosos em meados da década de 1990, depois que a RPC tomou a decisão estratégica de enviar soldados para a Coréia, o primeiro nome desse exército foi "exército de apoio". No entanto, Huang Yanpei, o vice-primeiro-ministro do Conselho de Administração Governamental do Governo Popular Central na época, sugeriu que o nome "exército de apoio" poderia levar a comunidade internacional a supor que a China estava enviando soldados como um ato de agressão direta contra os Estados Unidos. Portanto, o nome do exército foi modificado para "exército voluntário", enquanto diferentes designações de unidades e fundamentos foram usados, para dar a impressão de que a China não pretendia declarar guerra contra os EUA, mas sim que os soldados chineses estavam apenas presentes nos campos de batalha coreanos como voluntários individuais. Por outro lado, alguns estudos recentes mostram que a mudança não se deveu apenas ao conselho de Huang. Porque muito antes, em 7 de julho de 1950, o nome já havia sido alterado para "exército voluntário" pelo primeiro-ministro chinês Zhou Enlai em seu manuscrito sobre a decisão das roupas e bandeiras do exército.
Apesar dos argumentos sobre a mudança de "Exército de Apoio do Povo" para "Exército de Voluntários do Povo", o nome também foi uma homenagem ao Exército Voluntário Coreano que ajudou os comunistas chineses durante a Segunda Guerra Sino-Japonesa e a Guerra Civil Chinesa. Também conseguiu enganar a inteligência dos EUA e a ONU sobre o tamanho e a natureza das forças chinesas que entraram na Coréia. Mais tarde, eles perceberam que o EVP era a Força da Fronteira Nordeste do EPL (FFNE), com outras formações do EPL transferidas sob o comando da FFNE enquanto a Guerra da Coréia se arrastava. Mas o resultado foi que eles ainda admitiram o nome "Exército Voluntário do Povo", a fim de minimizar a guerra na Península Coreana e evitar a escalada da guerra.

### Decisões para entrar na guerra

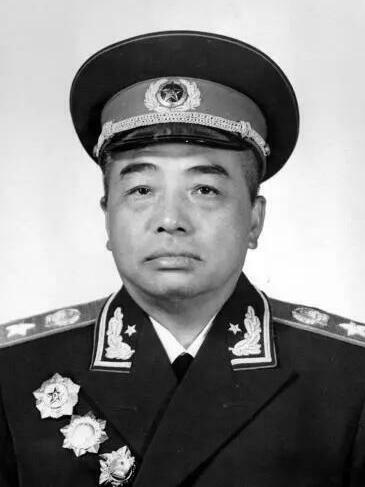
Primeiro comandante e comissário do EVP, Peng Dehuai (1950–1952).

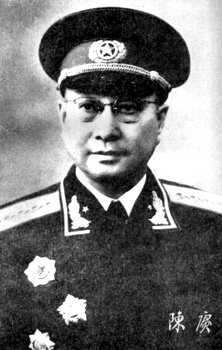
Segundo comandante e comissário do EVP, Chen Geng (1952).

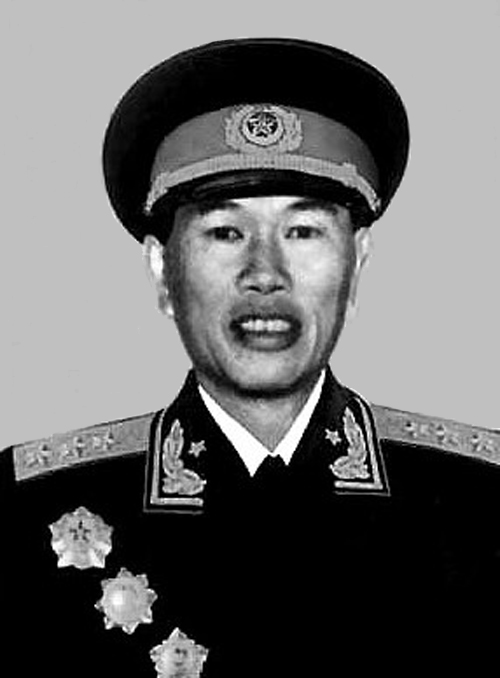
Terceiro comandante e comissário do EVP, Deng Hua (1952–1953).

Em 30 de junho, cinco dias após o início da guerra, Zhou Enlai decidiu enviar um grupo de funcionários da inteligência militar chinesa à Coreia do Norte para estabelecer melhores comunicações com Kim Il-sung, bem como para recolher materiais de primeira mão sobre os combates. Uma semana depois, em 7 de julho, Zhou e Mao Tsé-tung presidiram uma conferência para discutir os preparativos militares para o conflito coreano. Outra conferência ocorreu em 10 de julho. Aqui, foi decidido que o Décimo Terceiro Corpo de Exército sob o comando do Quarto Exército de Campanha do Exército de Libertação Popular (ELP), uma das unidades mais bem treinadas e equipadas da China, seria imediatamente transformado no Exército de Defesa da Fronteira do Nordeste (EDFNE) para se preparar para "uma intervenção na Guerra da Coreia, se necessário". Em 13 de julho, o CMCC emitiu formalmente a ordem de criação do EDFNE, nomeando Deng Hua, o comandante do Décimo Quinto Corpo de Exército e um dos comandantes mais talentosos da Guerra Civil Chinesa, para coordenar todos os esforços de preparação.
Em 20 de agosto, Zhou informou à ONU que "a Coreia é vizinha da China... O povo chinês não pode deixar de estar preocupado com uma solução para a questão coreana". Assim, através de diplomatas de países neutros, a China alertou que, ao salvaguardar a segurança nacional chinesa, interviria contra o Comando da ONU na Coreia. O presidente dos EUA, Harry S. Truman, interpretou a comunicação como "uma tentativa descarada de chantagear a ONU" e a rejeitou. Mao ordenou que as suas tropas estivessem prontas para a acção até ao final de agosto. O líder soviético Josef Stalin, pelo contrário, mostrou-se relutante em intensificar a guerra com uma intervenção chinesa.
Em 1º de outubro, o embaixador soviético enviou um telegrama de Stalin a Mao e Zhou solicitando que a China enviasse de cinco a seis divisões para a Coreia, e Kim enviou apelos frenéticos a Mao para uma intervenção militar chinesa. Ao mesmo tempo, Stalin deixou claro que as forças soviéticas não interviriam directamente. Numa série de reuniões de emergência que duraram de 2 a 5 de outubro, os líderes chineses debateram se deveriam enviar tropas chinesas para a Coreia. Houve uma resistência considerável entre muitos líderes, incluindo altos líderes militares, ao confronto com os Estados Unidos na Coreia. Mao apoiou fortemente a intervenção e Zhou foi um dos poucos líderes chineses que o apoiou firmemente. Mao nomeou Peng Dehuai comandante das forças chinesas na Coreia. Peng argumentou que se as tropas americanas conquistassem a Coreia e alcançassem o rio Yalu, poderiam atravessá-lo e invadir a China; o Politburo concordou em intervir na Coreia. Em 4 de agosto, com uma invasão planejada de Taiwan abortada devido à forte presença naval americana, Mao informou ao Politburo que interviria na Coreia quando a força de invasão de Taiwan fosse reorganizada na Força da Fronteira Nordeste.

### Apoio soviético
Em 8 de outubro, um dia depois das tropas da ONU terem atravessado o Paralelo 38 e terem iniciado a sua ofensiva na Coreia do Norte, o Presidente Mao emitiu a ordem para que a FFNE fosse transferida para o rio Yalu, pronto para atravessá-lo. Mao redesignou o FFNE como Exército Voluntário Popular. Para obter o apoio de Estaline, Zhou e uma delegação chinesa chegaram à Rússia em 10 de outubro. Eles conversaram com a liderança soviética, que incluía Stalin, Viatcheslav Molotov, Lavrentiy Beria e Georgy Malenkov. Mao viu a intervenção como essencialmente defensiva: "Se permitirmos que os EUA ocupem toda a Coreia... devemos estar preparados para que os EUA declarem... guerra à China", disse ele a Estaline.
Mao atrasou as suas forças enquanto esperava pela ajuda soviética, e o ataque planeado foi assim adiado de 13 para 19 de outubro. A assistência soviética limitou-se a fornecer apoio aéreo a menos de 97km da frente de batalha. Os MiG-15 nas cores da RPC seriam uma surpresa desagradável para os pilotos da ONU; eles manteriam a superioridade aérea local contra os F-80 Shooting Stars até que os novos F-86 Sabres fossem desdobrados. O papel soviético era conhecido pelos americanos, mas eles mantiveram silêncio para evitar quaisquer incidentes nucleares internacionais e potenciais. Os chineses alegaram que os soviéticos tinham concordado com um apoio aéreo em grande escala, o que nunca ocorreu a sul de Pyongyang, e isso ajudou a acelerar a cisão sino-soviética.
Stalin inicialmente concordou em enviar equipamento militar e munições, mas avisou Zhou que a Força Aérea Soviética precisaria de dois ou três meses para preparar quaisquer operações. Numa reunião subsequente, Estaline disse a Zhou que só forneceria equipamento à China com base em crédito e que a Força Aérea Soviética só operaria no espaço aéreo chinês, e apenas após um período de tempo não revelado. Stalin não concordou em enviar equipamento militar ou apoio aéreo até março de 1951. Mao não considerou o apoio aéreo soviético especialmente útil, uma vez que os combates iriam ter lugar no lado sul do rio Yalu. As remessas soviéticas de material, quando chegavam, limitavam-se a pequenas quantidades de caminhões, granadas, metralhadoras e similares.

### A entrada na guerra
A China justificou a sua entrada na guerra como uma resposta ao que descreveu como “agressão americana disfarçada de ONU”. Os decisores chineses temiam que a invasão da Coreia do Norte liderada pelos EUA fosse parte de uma estratégia mais ampla para invadir a China. Eles também estavam preocupados com o aumento da atividade contrarrevolucionária interna. As declarações públicas do General Douglas MacArthur de que queria estender a Guerra da Coreia à China e devolver o regime do Kuomintang ao poder reforçaram este medo. Mais tarde, os chineses alegaram que os bombardeiros americanos violaram o espaço aéreo nacional da RPC em três ocasiões distintas e atacaram alvos chineses antes da intervenção da China. O colapso do Exército Popular Norte-Coreano em setembro e outubro de 1950 após a Batalha de Inchon, a ofensiva do Perímetro Pusan e a contra-ofensiva da ONU em setembro de 1950 alarmaram o governo da RPC. A RPC emitiu avisos de que interviria se alguma força não sul-coreana cruzasse o paralelo 38, citando interesses de segurança nacional.
Em 15 de outubro, o presidente dos EUA Harry Truman viajou para a Ilha Wake para discutir com o comandante-geral da ONU, o General MacArthur, a possibilidade de intervenção chinesa e o seu desejo de limitar o âmbito da Guerra da Coreia. MacArthur garantiu a Truman que "se os chineses tentassem chegar a Pyongyang, haveria o maior massacre".

## Equipamento

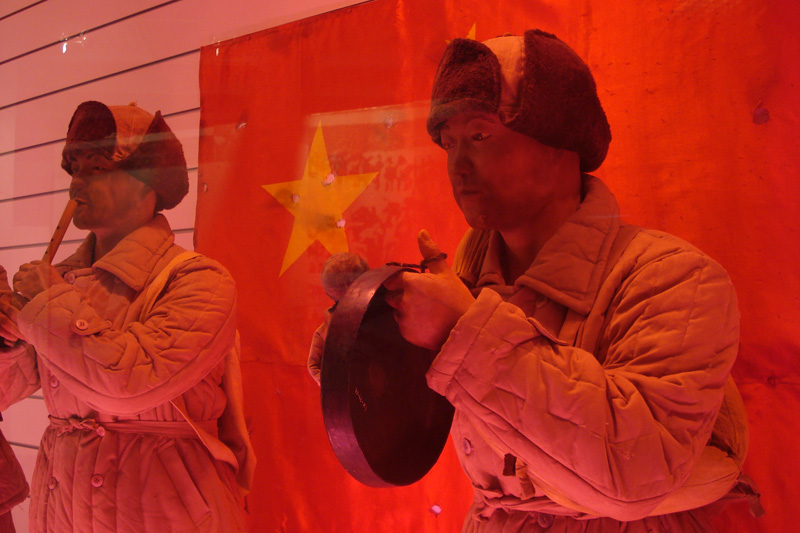
Uniforme do Exército Voluntário Popular no Memorial de Guerra da Coreia. Observe a flauta e o gongo, que eram o que os soldados do EVP normalmente usavam para comunicação em batalha.

Em 1950, o soldado do EVP estava razoavelmente bem vestido, de acordo com a origem guerrilheira e as atitudes igualitárias do ELP. Todas as fileiras usavam camisa e calças de algodão ou lã nas cores verde ou cáqui, com uniformes de líderes tendo corte diferente. A força nominal de uma divisão do ELP era de 9.500 homens, com um regimento composto por 3.000 e um batalhão composto por 850. No entanto, muitas divisões enviadas para a Coreia estavam abaixo da força, enquanto as divisões estacionadas em frente a Taiwan estavam acima da força. Houve também variação na organização e nos equipamentos, bem como na quantidade e qualidade do equipamento militar. Alguns dos equipamentos do ELP eram do Exército Imperial Japonês ou foram capturados das forças militares do Kuomintang. Algumas armas fabricadas na Tchecoslováquia também foram adquiridas no mercado aberto pela RPC.

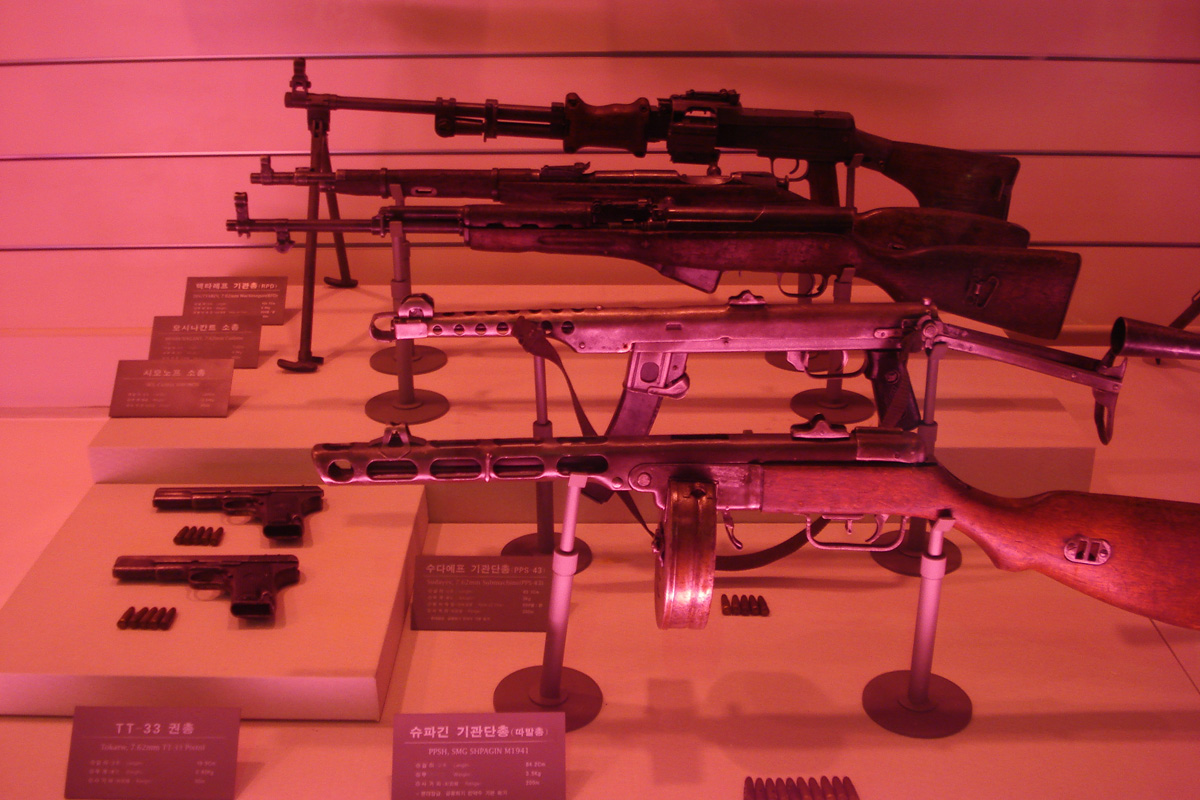
Armas portáteis típicas usadas pelo EVP.

Durante a primeira ofensiva do EVP (a chamada Campanha de Primeira Fase) na Guerra da Coreia, entre outubro e novembro de 1950, grandes quantidades de armas americanas capturadas  foram amplamente utilizadas devido à disponibilidade da munição necessária e à crescente dificuldade de reabastecimento através do rio Yalu, devido a numerosas operações de interdição aérea conduzidas pela ONU. Além disso, havia também uma cópia local da submetralhadora Thompson americana produzida pela RPC, cujo tipo já havia sido exportado e usado na China desde a década de 1930. Mais tarde, após o primeiro ano da Guerra da Coreia, a União Soviética começou a enviar mais armas e munições para a RPC, que passou a produzir cópias licenciadas de alguns tipos de armas soviéticas, como a submetralhadora PPSh-41, que foi designado como Tipo 50. Além do excedente de armas soviéticas da Segunda Guerra Mundial, a União Soviética também forneceu algumas armas portáteis alemãs aos chineses, como o fuzil Karabiner 98k. A munição excedente Mauser também foi fornecida pela União Soviética ou estava disponível em estoques deixados pelas forças do KMT, que também usavam munição alemã.

## Operações
Numa reunião realizada em 13 de outubro, o Politburo decidiu que a China interviria mesmo na ausência de apoio aéreo soviético, baseando a sua decisão na crença de que um moral superior poderia derrotar um inimigo que tivesse equipamento superior. Imediatamente após o seu regresso a Pequim, em 18 de outubro, Zhou encontrou-se com Mao, Peng e Gao, e o grupo ordenou que 200.000 soldados do EVP entrassem na Coreia do Norte, o que fizeram em 19 de outubro. O reconhecimento aéreo da ONU teve dificuldade em avistar unidades do EVP durante o dia, porque a sua marcha e disciplina de bivaque minimizavam a detecção aérea. O EVP marchou "de escuro a escuro" (19h00-03h00), e a camuflagem aérea (ocultando soldados, animais de carga e equipamentos) foi desdobrada às 05h30. Enquanto isso, grupos avançados à luz do dia procuravam o próximo local de acampamento. Durante as atividades diurnas ou marchas, os soldados deveriam permanecer imóveis se uma aeronave aparecesse, até que ela fosse embora; Os oficiais do EVP receberam ordens de atirar em violadores de segurança. Essa disciplina no campo de batalha permitiu que um exército de três divisões marchasse 460km de An-tung, na Manchúria, até a zona de combate em cerca de 19 dias. Outra divisão marchou à noite por uma rota tortuosa nas montanhas, percorrendo em média 29km diariamente durante 18 dias.